# Самогубство
Самогу́бство, суїцид (лат. sui caedere — вбивати себе, або лат. suicidium — самогубство) — умисне спричинення власної смерті, часто вчинене з відчаю, причину якого часто відносять до психічних розладів, таких як депресія, біполярний розлад, шизофренія, алкоголізм чи наркотична залежність. Часто відіграють свою роль стресові фактори, такі як фінансова скрута чи труднощі в міжособистісних стосунках. До засобів, спрямованих на запобігання самогубства, належать лікування психічних захворювань, наркотичної залежності, алкоголізму, покращення економічного розвитку, розвиток особистості, організація гарячої лінії спеціалізованої психологічної допомоги.
Найвідоміші методи скоєння самогубства відрізняються залежно від країни і частково пов'язані із доступністю такого методу. До звичайних методів належать: повішання, отруєння, застосування вогнепальної зброї. Щороку від 800 000 до мільйона осіб вмирають через самогубство, що складає 10-ту за чисельністю причину смерті в усьому світі. Рівень самогубств серед чоловіків в три-чотири рази вищий, ніж серед жінок. За оцінками, щороку відбувається від 10 до 20 мільйонів спроб самогубства без смертельних наслідків. Спроби найбільш поширені серед молодих людей та жінок.
На сприйняття самогубства значно впливали такі екзистенціальні теми як релігія, честь та сенс життя. Авраамічні релігії традиційно розглядають самогубство як образу Бога через віру в святість життя. В еру самураїв в Японії, сеппуку поважали як засіб спокути невдач або форму протесту. Згідно з індуїстським похоронним ритуалом саті, котрий наразі заборонений законом, від вдови очікували принесення себе в жертву на похоронному вогнищі свого померлого чоловіка, добровільно чи під тиском сім'ї та суспільства.
У Західних країнах за самогубство чи спробу самогубства більше не передбачена кримінальна відповідальність. Це залишається кримінальним злочином у більшості ісламських країн. У XX та XXI століттях, самогубство у формі самоспалення застосовували як форму протесту, а камікадзе та терористичні акти, здійснені смертниками, застосовували як воєнну чи терористичну тактику.

Частка смертей від самогубств, 2017 рік

## Визначення
Суїцид, також відомий як завершений суїцид, є «дією відібрання власного життя». Спроба суїциду або суїцидальна поведінка без смертельних наслідків є завданням собі шкоди з бажанням закінчити власне життя, що не завершується смертю. Про сприяння суїциду йдеться тоді, коли одна особа допомагає іншій здійснити власну смерть опосередковано, надаючи пораду або засоби для цього. Цим воно відрізняється від евтаназії, де інша особа відіграє активнішу роль у смерті людини. Суїцидальне мислення — думки про самогубство.

## Початок дослідження явища
В європейській культурі увагу суїцидам із наукової точки зору вперше приділив французький соціолог Еміль Дюркгайм, якого вважають[хто?] засновником суїцидології. У своїй праці «Самогубство» (1897) він довів, що навіть такий вчинок, як самогубство, який, на перший погляд видається зумовленим лише особистими чинниками, насправді є соціальним фактом — продуктом тих значень, очікувань і угод, які виникають у процесі спілкування людей між собою. Соціолог вказав на те, що особи, які мають потужнішу сітку соціальних зв'язків, є менше схильними до самогубств, ніж індивіди, які слабо пов'язані з життям груп (атеїсти частіше вдаються до суїциду, ніж віруючі люди, самотні — частіше, ніж сімейні, військові — частіше за цивільних, а в мирний час — частіше, ніж під час воєн і революцій). Виходить, самогубство є характернішим для представників одних соціальних груп, аніж для вихідців із інших соціумів, а отже — воно є явищем соціальним. Тобто, якщо вчинками людини керує її свідомість, це свідчить, що значною мірою вона належить не самому індивіду, а соціальному цілому, частиною якого вона є[джерело?].
Величезний статистичний матеріал дозволив ученому дійти висновку: «Склад індивідів, які утворюють певне суспільство, з року в рік змінюється, а кількість самогубств, однак, залишається постійним до того часу, доки не зміниться саме суспільство». З того часу багато держав навіть засекретили статистику самогубств як стратегічну інформацію, яка показує ступінь згуртованості нації.
При дослідженні самогубств Дюркгайм виділяв також таке понятті як анóмія — відчуття дезінтеграції, власної непотрібності, яке виникає в індивіда при швидкій зміні суспільної ситуації та при послабленні соціальних зв'язків. Воно призводить до виникнення відхилень та соціальної девіації[джерело?].

## Фактори ризику

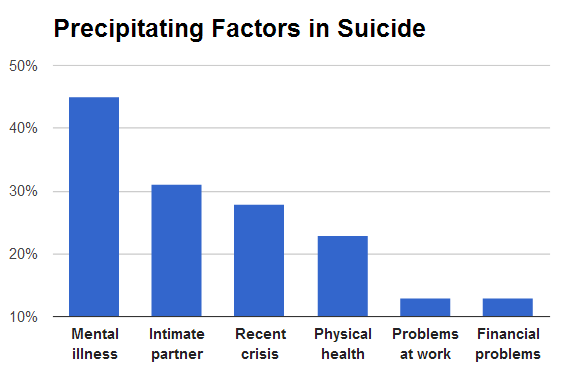
Обставини, що сприяли самогубству в 16 американських штатах у 2008 р.

До факторів, що впливають на ризик самогубства належать: психіатричні розлади, зловживання наркотиками, психологічні розлади, культурні, сімейні та соціальні ситуації, а також спадковість. Психічні хвороби та зловживання наркотиками дуже часто трапляються разом. До інших факторів ризику належать попередні спроби суїциду, доступність засобів для здійснення такої дії, самогубство в сімейному анамнезі чи травматичне ураження мозку. Наприклад, рівень самогубств серед сімей, що володіють вогнепальною зброєю, вищий, ніж серед сімей, котрі її не мають. Соціально-економічні фактори, такі як безробіття, бідність, бездомність та дискримінація, можуть стати тригером для суїцидальних думок. Близько 15–40 % людей залишають передсмертну записку. На «генетику» (спадковість) припадає 38–55 % суїцидальної поведінки. Ветерани війни мають вищий ризик самогубства, частково через вищий рівень душевних хвороб та проблеми з фізичним здоров'ям, пов'язані з війною.

### Психічні розлади
Психічні розлади часто є причиною спроб скоєння самогубства, на них припадає від 27 % до більш ніж 90 % випадків. Для пацієнтів психіатричного відділення пожиттєвий ризик скоєння самогубства перебуває на рівні 8,6 %. Половина всіх людей, що помирають через самогубство, може мати клінічну депресію; наявність цього захворювання або одного з інших афективних розладів, таких як біполярний розлад, підвищує ризик самогубства у 20 разів. Серед інших патологій, що можуть стати причиною самогубства: шизофренія (14 %), розлади особистості (14 %), біполярний розлад та посттравматичний стрес. Близько 5 % людей, хворих на шизофренію, помирають через самогубство. Розлад харчування також є умовою високого ризику.
Історія попередніх спроб самогубства є найбільшим передвісником можливого скоєння самогубства. У близько 20 % самогубців були попередні спроби, а серед тих, хто вчинив спробу самогубства, 1 % здійснює самогубство упродовж року, також більш ніж 5 % вчиняють самогубство протягом 10 років. Хоча дії із завданням собі шкоди не вважаються спробою самогубства, наявність таких дій пов'язують із підвищенням ризику суїциду.
Приблизно у 80 % випадків завершених самогубств люди відвідували лікаря упродовж року до своєї смерті, враховуючи 45 % – упродовж попереднього місяця. Близько 25–40 % із людей, що вчинили самогубство, контактували з психіатричними службами упродовж попереднього року.

### Вживання наркотичних речовин

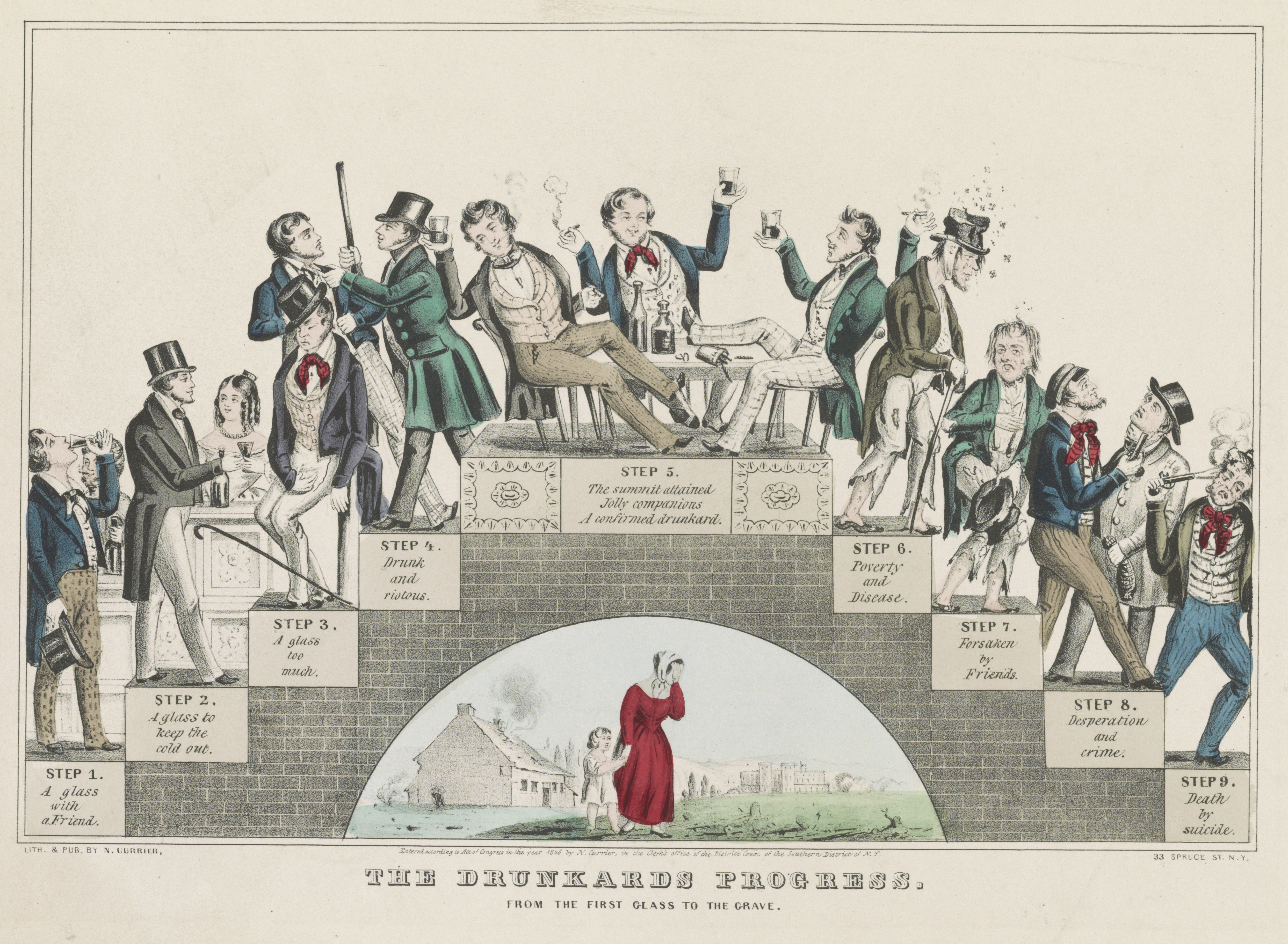
«Шлях алкоголіка», 1846 року, демонструє, як алкоголізм може призводити до самогубства

Вживання алкогольних напоїв і наркотиків є другим за поширенням фактором ризику для самогубства після клінічної депресії та біполярного розладу. З ним пов'язують як хронічне зловживання наркотичних засобів, так і гостру інтоксикацію (див. Передозування). У поєднанні з особистою бідою, такою як тяжка втрата, ризик значно підвищується. На додачу, зловживання наркотичними речовинами пов'язують із психічними розладами.
Більшість людей перебуває під впливом седативно–снодійних препаратів (таких як алкоголь чи бензодіазепін) при вчиненні самогубств, алкоголізм присутній у 15-61 % випадків. Країни з вищим рівнем споживання алкоголю та з вищою щільністю барів також зазвичай мають вищі рівні самогубств, при цьому такий зв'язок, першою чергою, більше пов'язаний зі споживанням очищеного спирту, ніж із загальним споживанням алкоголю. Близько 2,2–3,4 % людей, яких лікували від алкоголізму в якийсь із періодів їхнього життя, помирають через самогубство. Алкоголіки, які вчиняють спробу самогубства, є зазвичай чоловіками старшого віку, що вже робили спробу самогубства в минулому. Від 3 до 35 % смертей серед людей, що вживають героїн, спричинені самогубством (приблизно в 14 разів більше ніж серед тих, хто не вживає).
Вживання кокаїну та метамфетамінів має високий рівень кореляції зі самогубством. Серед тих, хто вживає кокаїн, ризик найвищий упродовж абстиненції. Люди, що зловживали інгалянтами, також підлягають значному ризику: близько 20 % роблять спроби самогубства на якомусь етапі життя та більше 65 % розглядають таку можливість. Куріння сигарет пов'язують із ризиком самогубства. Існує небагато доказів існування такого зв'язку; у будь-якому випадку, існує гіпотеза, що люди, схильні до куріння, також схильні до самогубства, що куріння спричиняє проблеми зі здоров'ям, які сприяють суїцидальному мисленню, а також, що куріння впливає на хімічний склад мозку, що стає причиною схильності до самогубства. Марихуану, однак, вважають такою, що не може сама по собі збільшити цей ризик.

### Ігрова залежність
Ігрова залежність пов'язана з великим відсотком людей із суїцидальним мисленням і спробами суїциду в порівнянні з рештою населенням. У середньому 12-24 % патологічних гравців здійснюють спробу самогубства. Відсоток самогубств серед їхніх дружин у три рази вищий за відсоток серед загального населення. Іншими факторами, які підвищують ризик ігрової залежності, є психічні розлади, зловживання алкоголем і наркотиками.

### Медичні показники
Існує зв'язок між суїцидальністю та проблемами фізичного здоров'я, а саме:хронічним болем, черепно-мозковою травмою, раком, а також серед людей, що перебувають на гемодіалізі, хворих на ВІЛ, системний червоний вовчак тощо. Діагностика раку приблизно подвоює ризик подальшого самогубства. Доля підвищеної суїцидальності спостерігається після лікування депресивних захворювань і алкогольної залежності. У людей із декількома негативними медичними факторами ризик був особливо великим. В Японії проблеми зі здоров'ям вважаються головними причинами самогубств.
Розлади сну, такі як безсоння й апное уві сні, є факторами ризику, які призводять до депресії та самогубства. У деяких випадках розлади сну можуть бути факторами ризику незалежно від депресії. Серед інших медичних станів із симптомами, аналогічними розладам настрою: гіпотиреоз, хвороба Альцгеймера, пухлини мозку, системний червоний вовчак; негативні наслідки також можуть спостерігатися після приймання деяких препаратів (наприклад, бета-блокаторів і стероїдів).

### Психосоціальний стан
Низка психологічних розладів підвищує ризики самогубств, а саме: відчай, неотримання задоволення від життя, депресія і тривожність. Нездатність вирішити проблеми, втрата можливостей, які раніше мала людина, і слабкий самоконтроль також відіграють певну роль. У похилому віці важливим фактором є думка про те, що літня людина стає тягарем для інших.
Нещодавні стресові ситуації в житті, наприклад, втрата члена сім'ї або друга, втрата роботи або соціальна ізоляція (наприклад, самотнє життя) підвищують ризик. Ті, хто ніколи не був одруженим, також наражаються на великий ризик. Релігійність знижує ризик самогубства. Це пояснюється негативним ставленням багатьох релігій до самогубства і значною підтримкою, яку може дати релігія. Серед мусульман найменший відсоток самогубств у порівнянні із прихильниками інших поширених релігій.
Дехто може здійснити самогубство, щоб уникнути тиску або несправедливості. Сексуальне насильство в дитинстві і час перебування на патронатному вихованні також є факторами ризику. На сексуальне насильство припадає приблизно 20 % загального ризику.
Поясненням самогубства в еволюційний розвиток є те, що воно може поліпшити сукупну пристосованість. Це може спостерігатися, якщо людина, що спричиняє самогубство, не може мати більше дітей і, продовжуючи життя, витрачає ресурси родичів. Однак, як заперечення, слід зазначити, що смерть здорових підлітків навряд чи збільшить сукупну пристосованість. Адаптація до дуже відмінного середовища попереднього покоління може бути недостатньою в теперішніх умовах.
Бідність також пов'язана з ризиком самогубства. Зростання відносної бідності людини в порівнянні зі статком її оточення підвищує ризик самогубства. Більш ніж 200 000 фермерів в Індії в період з 1997 р. здійснили самогубство частково через проблему боргів. У Китаї імовірність самогубства в сільській місцевості в три рази більша, ніж у міській; частково це пояснюється фінансовими труднощами в цій місцевості країни.

### Засоби масової інформації
Засоби масової інформації, в тому числі мережа Інтернет, відіграють важливу роль. Те, як вони трактують самогубство, може мати негативний вплив через великий об'єм, епатажне подання та постійне повторення інформації, що некоректно відображає, прославляє або романтизує самогубство, завдаючи найбільшої шкоди. Після наведення детального опису здійснення самогубства за допомогою певного засобу самогубства цей конкретний засіб може поширитись серед населення.
Існує дві протилежні теорії щодо зображення самогубства. Механізм приведення в дію суїцидального впливу, або копіювальне самогубство, відоме як ефект Вертера, названий на честь протагоніста в романі Ґете "Страждання молодого Вертера", який здійснив самогубство. Ризик більш поширений серед підлітків, схильних романтизувати смерть. Також виявилося, що новини мають значніший вплив, тоді як вплив розважальних засобів масової інформації неоднозначний. Протиставленням ефекту Вертера є пропонований ефект Папагено, у якому описання ефективних копіювальних механізмів може мати захисний ефект. Термін походить від героя опери Моцарта "Чарівна флейта", який, боячись втратити кохану людину, збирався здійснити самогубство, доки друзі не допомогли йому вийти з цього стану. Якщо засоби масової інформації будуть дотримуватись відповідних принципів та правил подання інформації про самогубство, ризик майбутніх самогубств можна зменшити. Отримати таку підтримку від ЗМІ, однак, може бути важко, особливо в довгостроковій перспективі.

### Раціональне
Раціональне самогубство — це мотивоване позбавлення себе життя, хоча деякі дослідники вважають, що самогубство не може бути логічним. Позбавлення себе життя для блага інших відоме як альтруїстичне самогубство. Наприклад, літня людина покінчує із життям, щоб залишити більшу кількість їжі для молодших у громаді. В ескімоській культурі це вважалось актом прояву поваги, мужності або мудрості.
Атака терориста-смертника є політичною акцією, коли зловмисник скоює насильство по відношенню до інших, яке призведе до його власної смерті. Деякі терористи-смертники здійснюють терористичні акти задля того, щоб прийняти мученицьку смерть. Місія камікадзе виконувалась як обов'язок задля високої мети або морального зобов'язання. Вбивство-самогубство — це акт позбавлення життя, після якого людина, яка здійснила вбивство, протягом тижня скоює самогубство. Масові самогубства зазвичай здійснюється через соціальний тиск у середовищі, члени якого відмовляються від самостійності на користь лідера. Масові самогубства здійснюються не менше, ніж двома людьми, і часто називаються груповим самогубством за змовою.
У надзвичайних ситуаціях, коли продовжувати жити було б нестерпно, деякі люди здійснюють самогубство, яке вважають засобом порятунку. Як відомо, деякі ув'язнені у нацистських концтаборах убивали себе, навмисно торкаючись електричної огорожі.

## Способи

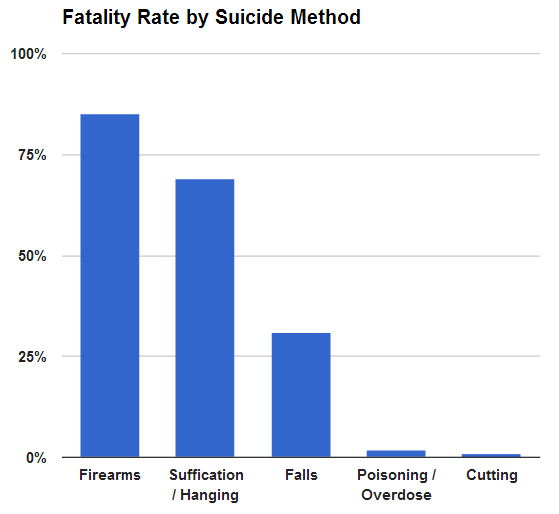
Показники смертності в залежності від способу самогубства в Сполучених Штатах.

Найбільш поширений спосіб самогубства є різним у різних країнах. Найпоширенішими в різних регіонах є наступні способи: повішення, отруєння пестицидами та вогнепальна зброя. Ці відмінності частково зумовлюються різними доступними способами скоєння суїциду. Огляд 56 країн показав, що повішання було найбільш поширеним методом у більшості країн, налічуючи 53 % самогубств серед чоловіків і 39 % самогубств серед жінок.
У всьому світі налічується 30 % самогубств від пестицидів. Поширеність цього способу, однак, помітно різниться: від 4 % у Європі до більш ніж 50 % в Тихоокеанському регіоні. Окрім того, цей спосіб часто використовується в Латинській Америці серед фермерського населення через легкодоступність відповідних речовин. У багатьох країнах на передозування наркотиками припадає близько 60 % самогубств серед жінок і 30 % — серед чоловіків. Багато з них — незаплановані і відбуваються під час гострого періоду роздвоєності. Відсоток смертності залежить від способу: вогнепальна зброя — 80-90 %, утоплення — 65-80 %, повішення — 60-85 %, задушення вихлопними газами — 40-60 %, стрибки з висоти — 35-60 %, обвуглювання — 40-50 %, пестициди — 6-75 %, передозування ліками — 1,5-4 %. Найбільш поширені способи самогубства відрізняються від найбільш успішних способів; серед найбільш поширених способів є передозування наркотиками, на яке припадає приблизно 85 % спроб у розвинених країнах світу.
У Сполучених Штатах 57 % самогубств пов'язані з використанням вогнепальної зброї, цей спосіб більш поширений серед чоловіків, ніж серед жінок. Наступною найпоширенішою причиною було повішання у чоловіків і самоотруєння у жінок. Разом ці способи становили близько 40 % самогубств в Америці. У Швейцарії, де майже у кожного є вогнепальна зброя, найбільша кількість самогубств здійснюється через повішення. Стрибки з висоти часто зустрічаються у Гонконзі і Сінгапурі, 50 % і 80 % відповідно. У Китаї споживання пестицидів є найбільш поширеним способом. В Японії ритуальна евісцерація, відома як сепуку або харакірі, використовується до сих пір, однак повішання є найбільш поширеним.

## Патофізіологія
Єдина основна патофізіологія самогубства або депресії невідома. Вважається, однак, що до цього призводить взаємодія поведінкових, соціально-екологічних і психіатричних факторів.
Низькі рівні нейротрофічного фактору головного мозку (НФГМ) безпосередньо пов'язані із самогубствами, й опосередковано — через роль, яку вони відіграють у клінічних депресіях, посттравматичних стресових розладах, шизофренії та обсесивно-компульсивному розладі. Дослідження під час розтину показали зниження рівня НФГМ у гіпокампі і передфронтальній корі у пацієнтів з психічними розладами і без них. Вміст серотоніну, мозкового нейромедіатора, був низьким у тих, хто покінчив життя самогубством. Це частково пояснюється даними про ймовірність підвищення рівня рецептору 5-HT2A, виявленого після смерті. Інші докази включають зниження рівня продукту розпаду серотоніну, 5-гідроксііндолоцтової кислоти, в спинномозковій рідині. Прямі докази, однак, важко зібрати. Також вважається, що епігенетика, вивчення змін з боку генів у відповідь на фактори навколишнього середовища, які не змінюють основну ДНК, грає роль у визначенні ризику самогубства.

## Профілактика

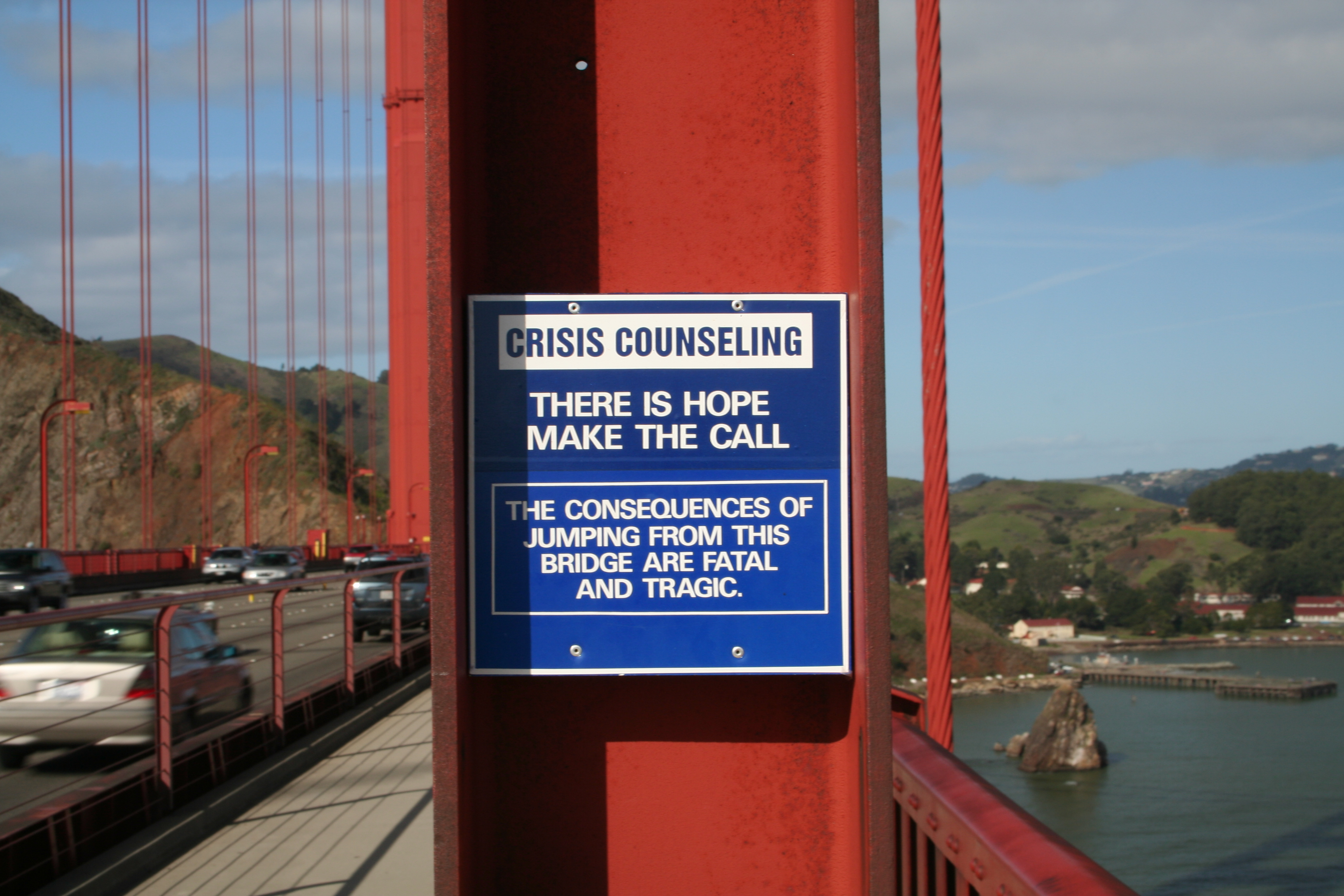
Як ініціатива запобігання самогубств, цей знак вказує на наявність спеціального телефону на мосту «Золоті Ворота», підключеного до телефону довіри.

Попередження самогубств — це термін, який використовують для опису колективних зусиль з метою зниження випадків самогубств шляхом реалізації профілактичних заходів. Обмеження доступу до певних способів, таких як вогнепальна зброя або токсини, знижує ризик Серед інших способів — обмеження доступу до деревного вугілля і парапетів на мостах, а також платформ метро. Лікування наркоманії та алкоголізму, депресії, і тих, хто намагався покінчити життя самогубством у минулому, також може бути ефективним. Пропонувалося також обмежити доступ до алкоголю як превентивну стратегію (наприклад, шляхом зменшення кількості барів). Хоча телефони довіри досить поширені, існує небагато доказів, що підтверджують або спростовують їх ефективність. Молодим людям, які останнім часом думали про самогубство, часто допомагає когнітивно-поведінкова терапія. Економічний розвиток, який зменшує рівень бідності, також може зменшити кількість самогубств. Зусилля з розширення соціальних зв'язків, особливо у літніх чоловіків, може бути ефективним.

### Масове обстеження
Існує небагато даних про вплив масових обстежень населення в цілому на загальний рівень самогубств. Оскільки існує високий відсоток людей, які отримали позитивний результат за допомогою цього інструменту, і знаходяться при цьому поза зоною ризику здійснення самогубства, є побоювання, що масові обстеження можуть значно збільшити використання ресурсів охорони психічного здоров'я. Однак, рекомендується оцінка осіб з високим ризиком. Виявилося, що запитання про суїцидальність не збільшують її ризик.

### Психічні розлади
Людям з проблемами психічного здоров'я низка процедур може допомогти зменшити ризик самогубства. Люди, які постійно думають про самогубство, можуть отримати психіатричну допомогу добровільно чи примусово. Одержимість, яка може стати причиною нанесення шкоди самому собі, як правило, усувається. Деякі лікарі примушують пацієнтів підписати контракти про запобігання самогубству, в яких вони погоджуються не шкодити собі після виписки. Однак немає даних про значний ефект від цього. Людині з низьким ризиком може бути призначене амбулаторне психіатричне лікування. Короткострокова госпіталізація не була визнана ефективнішою за допомогу спільноти для покращення результатів у пацієнтів з емоційною нестабільністю, які постійно думають про самогубство.
Існують експериментальні докази того, що психотерапія, зокрема діалектична поведінкова терапія, зменшує суїцидальність серед підлітків, а також у пацієнтів з емоційною нестабільністю. Однак немає доказів зниження кількості випадків здійснених самогубств.
Існує суперечка навколо користі і шкоди антидепресантів. В осіб молодого віку нові антидепресанти, такі як СІЗЗС, збільшують ризик суїцидальної поведінки з 25 випадків на 1000 осіб до 40 випадків на 1000 осіб. У літніх людей, проте, вони можуть зменшити ризик. Літій є ефективним при зниженні ризику у пацієнтів з біполярним розладом та уніполярною депресією майже до рівня загальної популяції.

## Епідеміологія

Смертність через самоушкодження, на 100 000 чоловік у 2004 році.
unknown
<3
3–6
6–9
9–12
12–15
15–18
18–21
21–24
24–27
27–30
30–33
>33

Від 0,5 % до 1,4 % людей кінчають життя самогубством. Згідно даних за 2008—2009 роки, смертність через самогубство знаходиться на десятому місці у світі із показником від 800 000 до мільйона осіб щорічно, що дає показник смертності в 11,6 чол. на 100 000 осіб щорічно. Рівень самогубства виріс на 60 % з 1960 року по 2012 рік, в першу чергу це видно у країни, що розвиваються. На кожен суїцид, що закінчується смертю, припадає від 10 до 40 випадків спроб самогубства.
Рівні самогубства різняться у країнах та у різний час. У процентному відношенні смертності на 2008 рік бачимо наступне: Африка — 0,5 %, Південно-Східна Азія 1,9 %, Північна та Південна Америки — 1,2 %, Європа 1,4 %. Показники на 100 000 осіб такі: Австралія 8,6, Канада 11,1, Китай 12,7, Індія 23,2, Велика Британія 7,6, США 11,4. Самогубство посідало 10-те місце серед причин смерті у США у 2009-му році із показником у 36 000 випадків на рік. Також близько 650 000 випадків фіксуються швидкою допомогою через спробу зчинити самогубство. Литва, Японія та Угорщина мають найвищі показники. До країн із абсолютною найвищою цифрою самогубства належать Китай та Індія, де ця цифра складає більше половини випадків смертності. У Китаї суїцид посідає п'яте місце серед усіх можливих випадків смертності.

### Стать
| |  |  |
| Рівень самогубств на 100 000 чоловіків (ліворуч) та жінок (праворуч) (дані за 1978—2008 роки). no data < 1 1–5 5–5.8 5.8–8.5 8.5–12 12–19 19–22.5 22.5–26 26–29.5 29.5–33 33–36.5 >36.5 |  |  |

У Західному Світі через самогубство чоловіки помирають у три-чотири рази частіше, ніж жінки, хоча жінки вчиняють спроби самогубства у чотири рази частіше. Так відбувається через те, що чоловіки використовують більш ефективніші летальні методи. Така різниця найбільш помітна у людей, яким за 65 років, із десятикратною перевагою чоловіків-самогубців перед жінками-самогубцями. Китай має найвищий показник жінок-самогубців у світі та вважається єдиною країною, де цей показник вищий від показника серед чоловіків (співвідношення в 0,9). У Східному Середземномор'ї показники суїциду приблизно однакові у чоловіків та жінок. Серед жінок найвищий показник було зафіксовано у Південній Кореї — 22 чол. на 100 000 осіб. Взагалі у Південно-Східній Азії та Західній частині Тихого океану відмічають високий рівень самогубства.

### Вік
У багатьох країнах показник суїциду вищий серед людей середнього віку та літніх людей. Однак, абсолютна цифра самогубств найвища серед молоді 15—29 років через чисельність саме цієї вікової групи. У США ця цифра найвища серед чоловіків-європеоїдів, старших від 80-ти років, навіть при тому, що молоді люди набагато частіше вчиняють спроби самогубства. Суїцид — друга найбільш поширена причина смерті у підлітків та молодих чоловіків — друга після нещасних випадків. Серед молодих чоловіків з розвинених країн самогубство — причина близько 30 % смертності. У країнах, що розвиваються, показники схожі, але самогубство йде у меншій пропорції до загальної кількості смертей через вищі показники смертності від інших видів травм. У Південно-Східній Азії, на противагу іншим частинам світу, смертність через самогубство має вищий показник серед молодих жінок, ніж серед жінок похилого віку.

## Історія

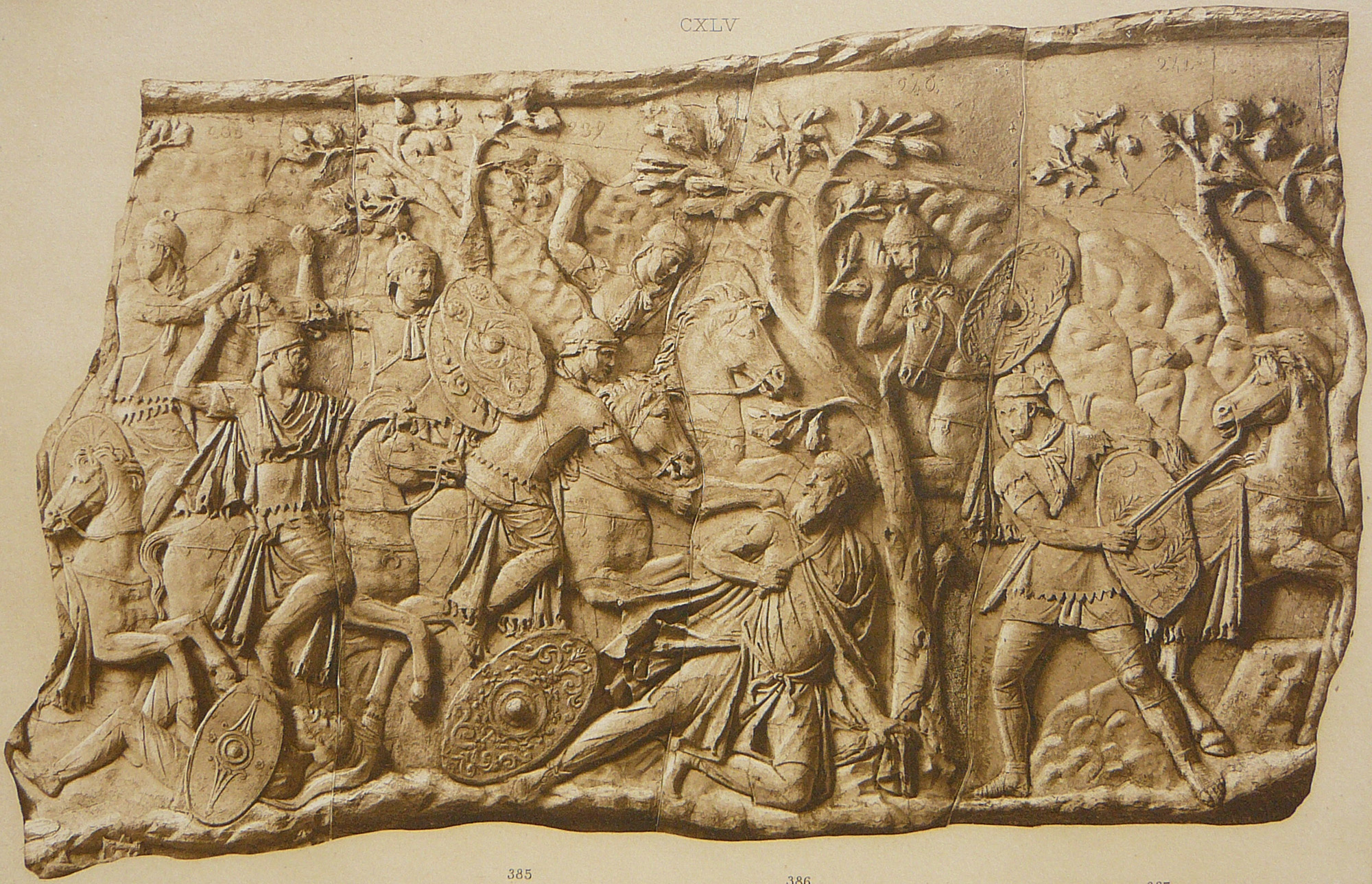
Смерть Децебала через самогубство, з Троянської колони

У стародавніх Афінах держава позбавляла особу, яка вчинила самогубство, честі бути похованою за усіма правилами. Таку людину ховали одну, за межами міста та без надгробків або відміток.
У Стародавній Греції та Римі самогубство вважалось прийнятним методом, якщо людина зазнала військової поразки. У Стародавньому Римі спочатку самогубство дозволялось, але пізніше його визнали злочином проти держави через пов'язані з ним економічні збитки. Кримінальний закон, виданий Королем Франції Людовіком XIV у 1670 році, був далеко суворішим у покаранні: тіло мертвої людини волокли вулицею долілиць, а потім воно вішалось або ж викидалось на смітник. До того ж конфісковували усе майно померлого. Історично особи, які вчиняли спроби самогубства, відлучались християнською церквою, а тих, хто помирав через самогубство, ховали поза цвинтарем. У другій половині XIX століття у Великій Британії спроба самогубства прирівнювалась до спроби вбивства та могла бути покарана повішенням. У Європі XIX-го століття акт самогубства спочатку вважався спричиненим гріхом, а потім — божевіллям.

## Соціальні фактори та культура

### Законодавство

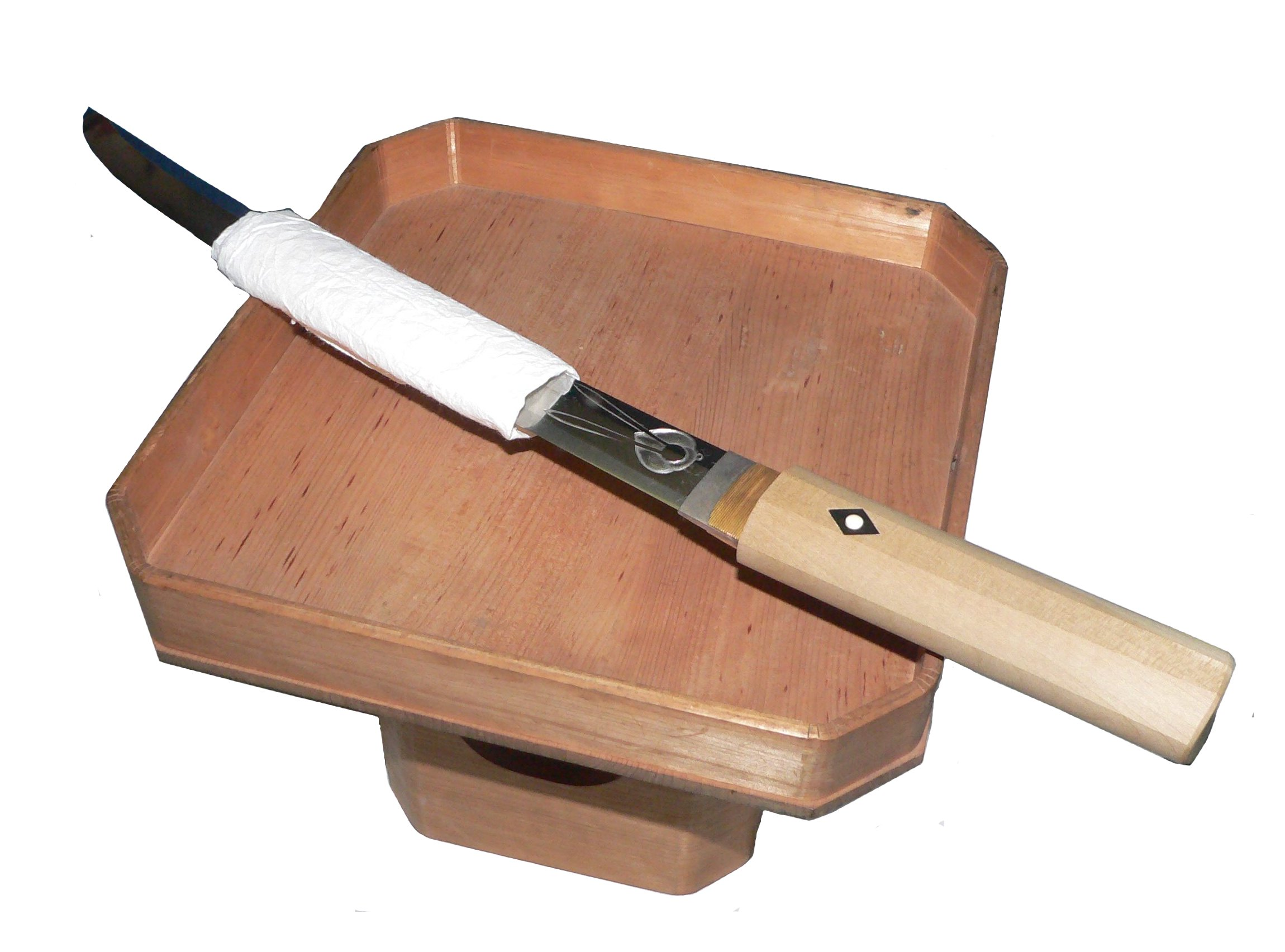
Ніж танто, приготований для сепуку.

У багатьох західних країнах самогубство вже не вважається злочином, але у більшості країн Західної Європи так вважали принаймні до 1800-го року. Багато ісламських країн таврує самогубство як кримінальний злочин.
В Австралії суїцид не вважається злочином. Однак, злочином вважається порада, підбурення, сприяння та спонукання інших до спроби вчинення самогубства, а також законом однозначно дозволяється будь-кому вжити «таких заходів, які були б оптимально необхідними», аби запобігти суїциду. Протягом короткого часу, у 1996—1997 рр., у північній частині Австралії законом було дозволено суїцид за присутності лікаря.
На сьогодні жодна країна Європи не визнає самогубство або спробу його вчинити за злочин. Англія та Уельс виключили суїцид із числа карних злочинів, прийнявши Закон про самогубство від 1961 р., а Республіка Ірландія — у 1993 р. Слово «вчинити» використовувалось як посилання на нелегальність самогубства, проте багато організацій перестали його використовувати через негативне сприйняття.
В Індії самогубство вважають злочином, а сім'я, у якій це трапилось, може зіткнутись з юридичними труднощами. У Німеччині активна евтаназія вважається нелегальною, а кожен присутній під час суїциду може бути притягнений до відповідальності за ненадання допомоги у надзвичайній ситуації. Швейцарія нещодавно зробила перші кроки у легалізації евтаназії для хронічних психічно хворих. Вищий Суд Лозанни постановою від 2006 року дозволив анонімному хворому на довготривалі психічні розлади покласти кінець своєму життю.
У США суїцид не вважають злочином, але за спроби його вчинення можуть штрафувати. Евтаназія за присутності лікаря вважається легальною у штатах Орегон та Вашингтон.

### Релігійні погляди

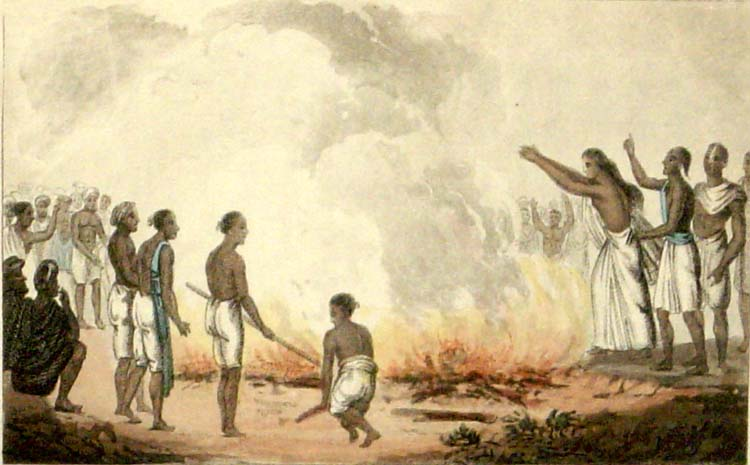
Вдова індуса спалює себе із тілом свого чоловіка, 1820-ті рр.

У багатьох формах християнства суїцид називають гріхом, що базується на багатьох писаннях впливових християнських мислителів середньовіччя, таких як Святий Августин та Святий Тома Аквінський; але, наприклад, візантійський християнський Кодекс Юстиніана не визнавав самогубство гріхом. У католицькій доктрині аргумент базується на одній із заповідей «Не вбий» (введена у Новому Завіті Ісусом Христом у Євангелії від Матея 19:18), так само як ідея, що життя — подарунок Бога, який не можна зневажати, а також мовиться про те, що суїцид йде супроти «природного порядку», а отже, є втручанням у всесвітній план Господа.
Однак, вважається, що психічні хвороби або ж смертельний страх перед стражданнями знижує відповідальність самогубці за вчинене. Контраргументи наступні: шоста заповідь, що точно перекладається як «не вбий», не обов'язково стосується себе; Бог дав людині свободу вибору; позбавлення себе власного життя є не більшим порушенням Господнього Закону, ніж лікування хвороби; а також той факт, що певні випадки самовбивств, вчинені послідовниками Бога, згадуються у Біблії без суворого осуду.
Юдаїзм зосереджується на важливості того, що життя потрібно цінувати, а, отже, самогубство прирівнюється до зневажання Господнього добра у світі. Але попри це за крайніх обставин, коли здавалося, не було іншого виходу, окрім як бути убитим або бути змушеним зрадити власну релігію, євреї вдавалися до суїциду — як індивідуального, так і масового самогубства (див. Масада, Перше переслідування євреїв французами, та Замок Йорку наприклад) — а як сумне нагадування про це є навіть молитва в єврейській літургії за ситуацію, «коли ножа приставляють до горла», за тих, хто своєю смертю «освячує Ім'я Господа» (див. Мученицька смерть). Такі дії викликали різну реакцію в єврейської влади: одні сприймали ці приклади як героїчне мучеництво, тоді як інші стверджували, що було неправильно вчиняти самогубство у передчутті мучеництва.
Суїцид заборонений ісламом. В індуїзмі самогубство загалом сприймається негативно та вважається рівним гріхові убивства іншої людини у сучасному індуському суспільстві. Індуські писання твердять, що людина, яка вчиняє самогубство, стане частиною світу духів, блукаючи по землі до тих пір, доки вони насправді мала померти, якби не вчинила самогубство. Проте, індуїзм приймає право покінчити із власним життям через ненасильницьку практику голодування аж до настання смерті під назвою Прайопавеса. Однак, прайопавеса суворо обмежується людьми, які більше не мають бажань або амбіцій, та у яких не залишилось більше ніякої відповідальності у житті. У Джайнізмі існує схожа практика — Сантара. Саті, або ж практика принесення себе у жертву вдовами, переважала у індуському суспільстві за Середньовіччя.

### Філософія

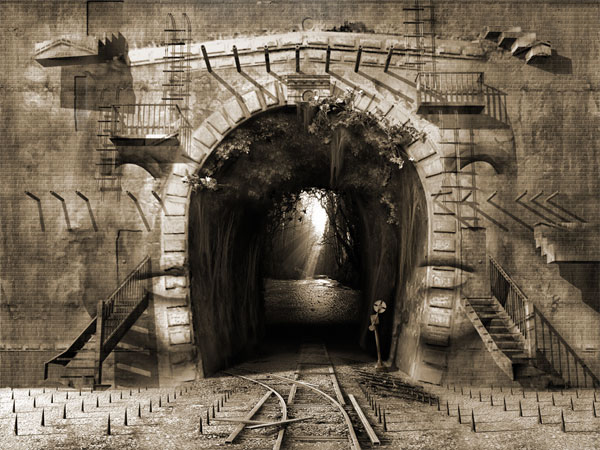
Вихід, чи Суїцидальне мислення: Джордж Грі, 2007 р.

Філософія суїциду підіймає ряд питань, що включають наступні: що являє собою самогубство, чи може суїцид бути раціональним вибором та питання моральної допустимості суїциду. Філософські аргументи, що стосуються допустимості морального прийняття самогубства, варіюються від сильної опозиції, яка вбачає у самогубстві неетичність та аморальність, до сприйняття суїциду як священного та недоторканого права кожного (навіть молодої та здорової людини), хто вірить, що здатний прийняти раціональне та сумлінне рішення щодо позбавлення себе власного життя.
Опонентами суїциду, включаючи філософів християнства, вважають Аврелія Августина та Тому Аквінського, Іммануїла Канта та, спірно, Джона Стюарта Мілля — зосередження Мілля на важливості свободи та автономії означало, що він відхиляв вибір, який би попередив прийняття людиною майбутніх самостійних рішень. Інші уявляють суїцид як законну справу особистого вибору. Прихильники цієї точки зору дотримуються того, що ніхто не може бути примушеним страждати без власної згоди, особливо від таких обставин, які неможливо покращити, як то: невиліковна хвороба, психічні розлади та похилий вік. Вони не підтримують твердження, що самогубство — завжди ірраціональний вчинок, навпаки, вони прагнуть довести, що позбавлення себе життя — це дійсно крайня міра для тих, хто страждає від неймовірного болю чи травми. Більш рішуча точка зору доводить, що людям слід самим вирішувати, позбавляти себе життя чи ні, не беручи до уваги наявність страждань. Відомими прихильниками такої філософської школи є шотландський емпірик Дейвід Г'юм та американський біоетик Якоб Еппл.

### Пропаганда

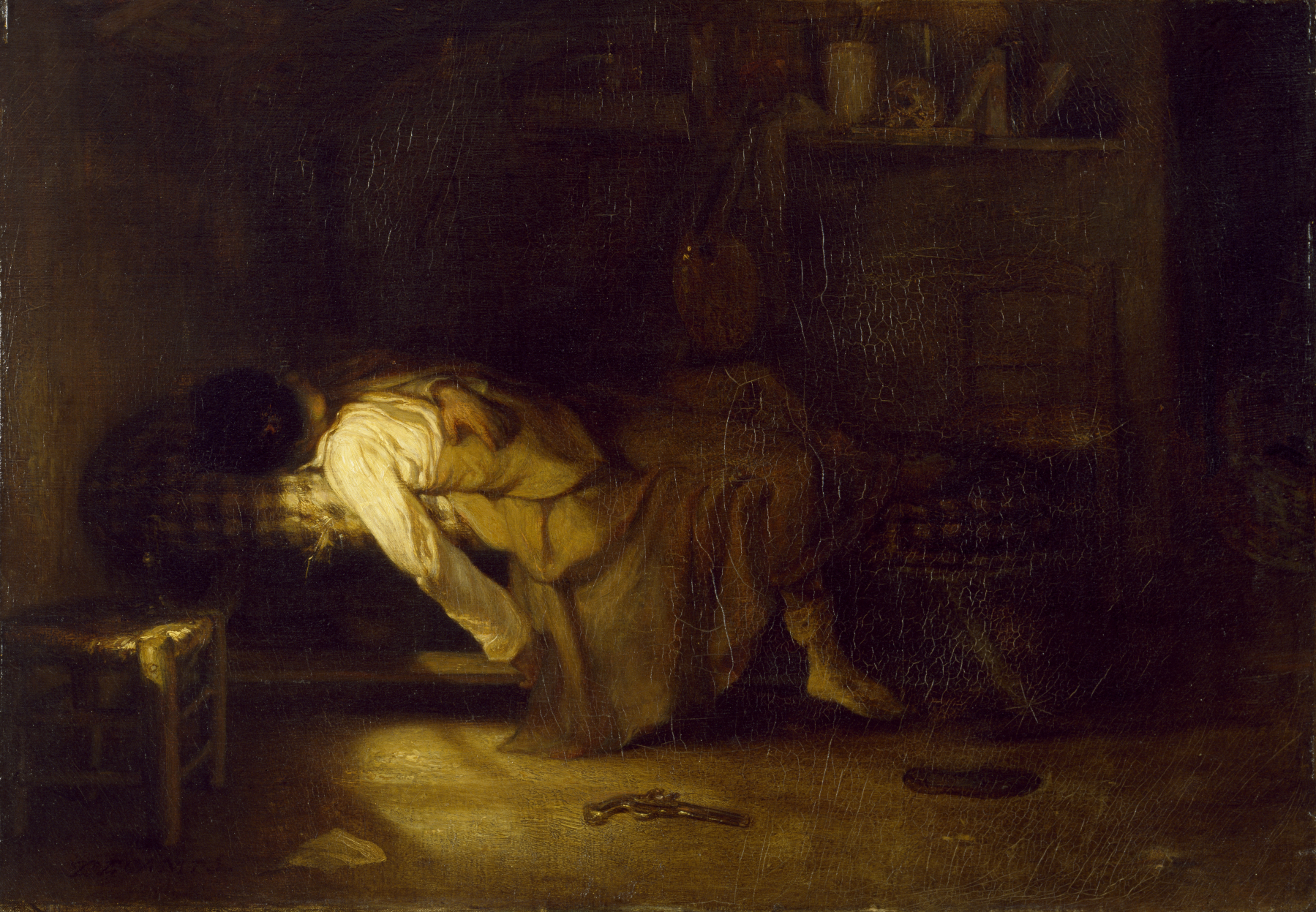
На цьому полотні руки Александра-Габріеля Декампса зображено палітру, пістолет та записник, що лежать на підлозі, а це підказує глядачу, що щойно трапилась трагічна подія: митець покінчив із власним життям.

Пропаганду суїциду можна побачити у багатьох культурах та субкультурах. Під час Другої світової війни японські військові заохочували та славили атаки камікадзе, що були, по суті, відчайдушними атаками смертників-військових пілотів японської імперії проти суден Об'єднаного військово-морського флоту під час завершальної стадії Тихоокеанської кампанії Другої світової війни. Загалом, японське суспільство описували як толерантне до суїциду (див. Самогубства в Японії).
Пошук у мережі інтернет інформації про суїцид видає вебсторінки, 10-30 % яких заохочують до суїциду або ж сприяють його спробам (у тому числі так звані «групи смерті»). Існує думка, що такі сайти можуть підштовхнути до краю осіб, схильних до суїциду. Деякі люди домовляються про групове самогубство за змовою онлайн, як з уже наявними друзями, так і з людьми, з якими недавно зустрілися у чаті чи на дошці повідомлень. Інтернет, разом із тим, може також сприяти перешкоді суїциду через включення ізольованих осіб до соціальних груп.

### Місця
Деякі місця стали відомими через високий рівень спроб самогубства. Наприклад, міст «Золоті ворота» у Сан-Франциско, Ліс Аокігахара у Японії, мис Бічі-Хед в Англії, та Блур стріт Віадук у Торонто.
За даними за 2010 рік міст «Золоті ворота» став місцем суїциду більше, ніж 1300 осіб, які з нього зістрибнули, починаючи з моменту його побудови у 1937 році. У багатьох місцях, популярних для суїциду, були створені перешкоди, щоб запобігти його скоєнню. Наприклад, Люмінус Вейл в Торонто, а також загорожі на Ейфелевій вежі у Парижі та на Емпайр-Стейт-Білдінг у Нью-Йорку. У 2011 році побудували загорожу і на мосту «Золоті ворота». Усі ці бар'єри виявились загалом дуже ефективними.

## Суїцид у інших біовидів
Оскільки самогубство викликано бажанням померти, то цілком зрозуміло, не можна однозначно твердити про наявність такого феномену у тварин. Суїцидальна поведінка спостерігається у сальмонелли, коли вона намагається запустити імунну систему проти конкуруючої бактерії. Суїцидальний захист робочих мурах також помічено серед бразильських мурах Forelius pusillus, коли невелика група мурах полишає захищений притулок після того, як щовечора герметизує вхід до мурашника ззовні.
Горохова попелиця, коли їй загрожує сонечко, може вибухнути і розсіятись, захищаючи сімейство, а іноді цим навіть убиває її. Деякі види термітів мають солдатів, що вибухають, вкриваючи своїх ворогів клейкою субстанцією.
Також відомі історії про собак, коней та дельфінів, які вчиняли самогубство, але без вагомих переконливих доказів. Досконало самогубство серед тварин досі не вивчалось.

## Відомі випадки

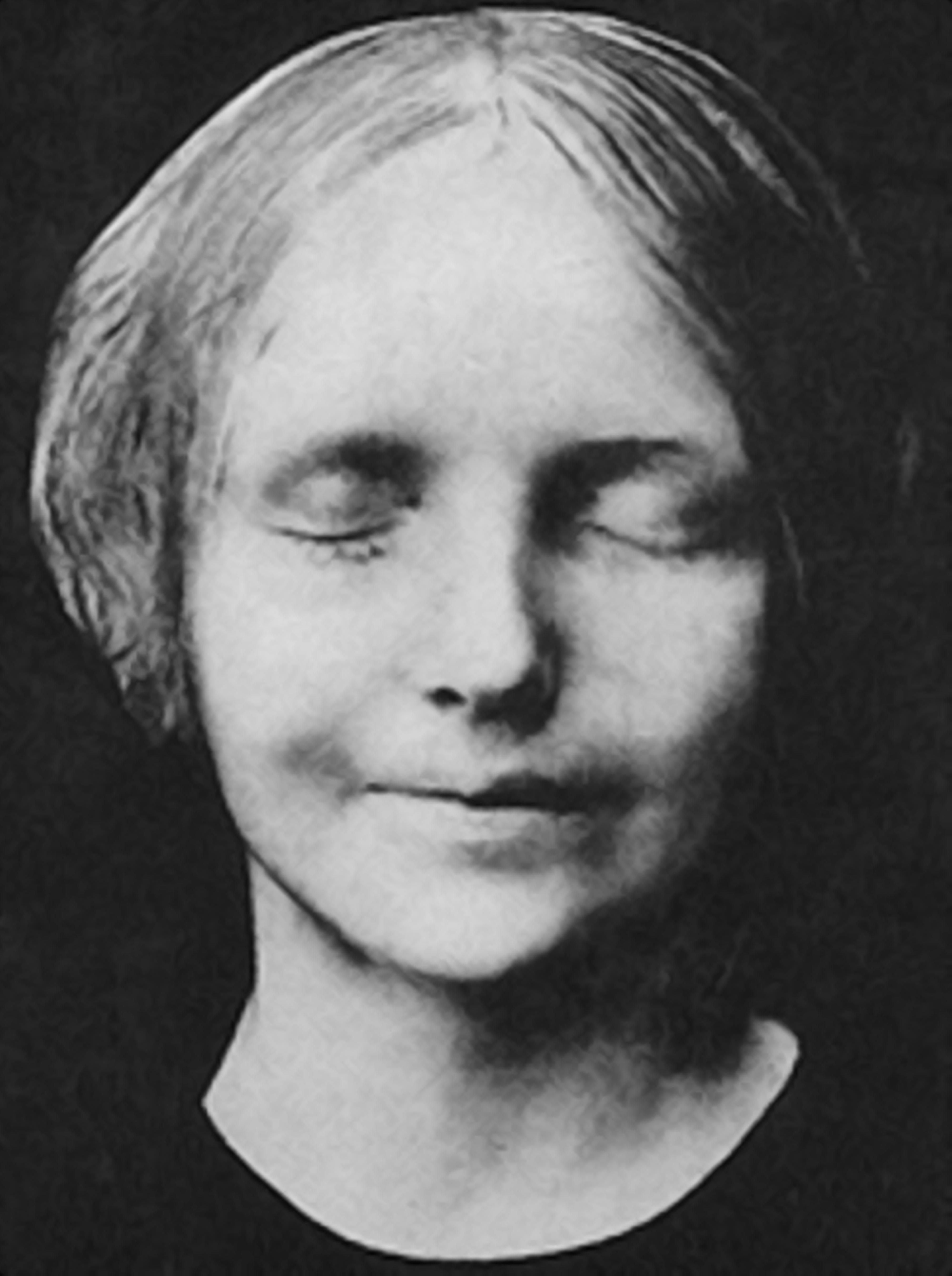
Незнайомка із Сени, яка покінчила життя, кинувшись у Сену, 1880-і

Прикладом масового суїциду є культове самогубство «Джонстаун» (1978 р.), під час якого 918 членів Храму народів, американського культу, лідером якого був Джим Джонс, покінчили з життям, випивши виноградний ароматизований напій, насичений ціанідом. Більше 10 000 громадян Японії вчинили акт самогубства в останні дні Битви Сайпан у 1944, деякі зістрибнули зі «Скелі самогубців» та Скелі «Банзай».
Страйк із голодуванням 1981-го року, очолюваний Боббі Сендсом, закінчився смертю 10-ти страйкарів. Слідчий зареєстрував причину смерті як «голодна смерть, добровільна», а не самогубство; у сертифікаті про смерть запис змінився на «голодну смерть» після протесту сімей загиблих страйкарів. Під час Другої світової війни дізналися, що Ервін Роммель мав інформацію про Заколот 20 липня, замах на життя Гітлера; йому погрожували відкритим судом, стратою та репресіями сім'ї, доки він не покінчив із життям.

## Поширеність
За даними Всесвітньої організації охорони здоров'я, серед населення віком від 15 до 44 років самогубство є одним з трьох головних причин смертності. Щороку у світі близько мільйона людей покінчують життя самогубством, тобто одна людина кожні 40 секунд.
Щодо суспільних категорій, які найбільш схильні до скоєння подібних вчинків, то найвищий показник самогубств відзначається серед психічно хворих, хронічних алкоголіків, наркоманів, інвалідів. До групи ризику можна також віднести літніх людей, засуджених, а також дітей і підлітків.
Кількість самогубств, скоєних дітьми, збільшується, а вік самогубців зменшується. Особливо вразливою до соціальних негараздів у суспільстві є молодь. Про це свідчить і значне зростання кількості самогубств серед молодих людей: за період 1991—1994 р. кількість самогубств в Україні серед молоді зросла вдвічі. Основні їх причини лежать у сфері соціальній, соціально-психологічній, що окреслює втрату соціальних зв'язків, депресію, фрустрацію, алкоголізм, наркоманію, невдачі у навчанні, конфлікти із родичами, однолітками, страх перед майбутнім, самотність, розчарування у коханні, втратою сенсу життя і професійних перспектив, хронічною відсутністю грошей і роботи тощо. Тому нинішні молоді громадяни, на відміну від старшого покоління, поставлені подвійно в екстремальні умови, вихід з яких може бути непередбачуваним і неконтрольованим.
За даними центру досліджень дитинства Українського НДІ, у 27 % дітей віком від 10 до 17 років час від часу з'являються суїцидальні думки. Крім того, більшість дитячих самогубств пов'язана не з психічними захворюваннями, як здається на перший погляд, а з недоліками морального виховання. До важливих чинників суїцидальності неповнолітніх можна віднести ще й такі: втрата батьківської любові, нерозділене кохання, розлучення батьків, що породжує відчай, образу, ревнощі, вражене самолюбство, приниження, знущання, вагітність, які породжують відчай, страх, тривогу, при нестійкій, ще не повністю сформованій психіці.
За даними статистики, частота завершених суїцидів у Львівській області коливається від 7,0 до 7,9 на 100 тис. населення (по Україні — 24,0 на 100 тис. населення). на Львівщині частота завершених самогубств серед чоловіків у 8,1 раз вища, ніж у жінок.
Згідно із світовою статистикою кількість самогубств зменшилась на 40% за останні 30 років. В той же час в Україні кількість суїцидів зменшилась лише на 2%.

## Споріднені поняття

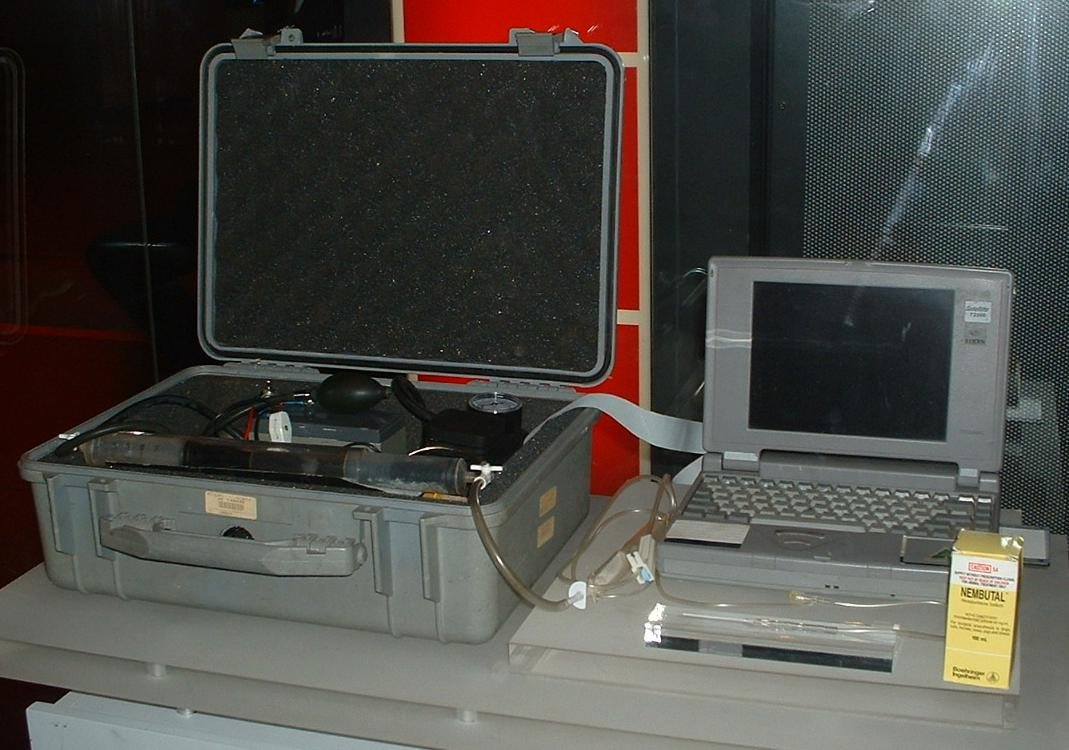
Прилад для евтаназії, створений Філіп Нічке

1. Суїцидальна поведінка — поняття, яке ширше за суїцидом, охоплює також суїцидальні замахи, спроби та прояви.
2. Суїцидальні замахи — всі суїцидальні акти, котрі не закінчились летально по причині, незалежній від суїцидента.
3. Суїцидальними спробами вважають демонстративно-установчі дії, при яких суїцидент частіше всього знає про безпеку здійснюючого ним акту.
4. Суїцидальні прояви — думки, вислови, натяки, які не супроводжуються будь-якими діями, направленими на позбавлення себе життя.
5. Аномічні самогубства — акт самогубства, що є наслідком неспроможності людини пристосуватися до швидкоплинних умов суспільства.
6. Фрустрація — психічний стан людини, що виражається в характерних переживаннях і поведінці і те, що викликається об'єктивно непереборними (або суб'єктивно сприйманими як непереборні) труднощами на шляху до досягнення мети.
7. Евтаназія — практика припинення (або скорочення) лікарем життя людини (чи тварини), яка страждає невиліковним захворюванням, відчуває нестерпні страждання, на задоволення прохання хворого в безболісній або мінімально болісній формі з метою припинення страждань.

## Причини
Причини суїциду різноманітні, полягають не тільки в особистісних деформаціях суб'єкта і обстановці, яка травмує психічно, але й у соціально-економічній та моральній організації суспільства.
Психологи виділяють такі основні мотиви суїцидальної поведінки серед молоді:
1. Переживання образи, самотності, відчуженості, неможливість бути зрозумілим.
2. Реальна або уявна втрата батьківської любові, нерозділене кохання (кохання без взаємності), ревнощі.
3. Переживання, пов'язані із смертю одного з батьків, розлучення батьків.
4. Почуття провини, сорому, образи, незадоволеності собою.
5. Страх перед ганьбою, глузуванням, приниженням.
6. Страх перед покаранням.
7. Любовні невдачі, сексуальні ексцеси, вагітність.
8. Почуття помсти, погроз, шантажу.
9. Бажання привернути до себе увагу, викликати жаль, співчуття.

Сімейні конфлікти спричинюють 60-80 % суїцидів. Здебільшого це — несправедливе ставлення, образи, приниження, ревнощі, подружня зрада. А ще — розлучення, хвороба чи смерть близьких, нерозділене кохання, статева неспроможність. З іншого боку, за статистикою люди, які перебувають у шлюбі, вчиняють самогубство значно рідше, ніж неодружені або розлучені. Великий рівень суїцидів спостерігається серед людей, які втратили партнера — вони покінчують з життям утричі частіше, ніж сімейні.
На початку XX століття було з'ясовано, що на рівень суїцидальності впливають також нові технічні засоби передавання інформації: радіо, кінематограф. У час бурхливого розвитку ЗМІ, комп'ютерних ігор із поширеним у них некрофілією, садо-мазохістським смакуванням смерті, у тому числі й суїцидальної, ці тенденції поглибились. Розвиток науково-технічного прогресу, накопичення інформаційних ресурсів, поява соціальних інновацій далеко не завжди йдуть паралельно із зростанням задоволеності життям, гармонією з довкіллям.
Не сприяють зниженню рівня самогубств такі супутники науково-технічного прогресу у суспільстві, як загроза економічних і технологічних катастроф, екологічний дискомфорт від надмірного скупчення людей у забруднених, неестетичних, гнітючих містах, інтенсифікація контактів, надмірні емоційні навантаження тих, хто прагне зробити кар'єру.
Фахівці відзначають збільшення кількості самогубств після аварії на Чорнобильській АЕС: у так званій «зоні відчуження» та серед чорнобильців-ліквідаторів. Суспільні катаклізми безпосередньо впливають на рівень самогубств. Наприклад, після зведення Берлінської стіни рівень самогубств у східному секторі збільшився у 25 разів. Внаслідок економічних криз часто людина відчуває себе повною невдахою, звинувачуючи у першу чергу не зовнішні обставини, а саму себе. У такій ситуації майбутнє видається їй невизначеним, а самогубство — єдиним способом виходу із скрути.
Інша група дослідників стверджує протилежне — рівень життя і кількість самогубств не пов'язані між собою. Красномовним прикладом тому може служити Швеція — одна з високорозвинених і багатих країн Європи, вона протягом 10 років є одним із лідерів за кількістю суїцидів.
Життєві реалії й наукові дослідження засвідчують тісний взаємозв'язок між наркоманією, алкоголізмом, депресією і суїцидальною поведінкою. Статистика свідчить, алкоголь за життя вживали 60 % самогубців, хоча безпосередньо перед самогубством алкоголь вживається тільки у 8 % випадків, наркотики — у 4 %.

### Фактори ризику
Приблизно половина самовбивць здійснювали перед цим хоча б одну суїцидальну спробу, а після такої спроби 1 особа зі 100 здійснюють самогубство протягом року, що означає підвищення ризику самогубства.

#### Соціальні
Молоді люди та підлітки скоюють самогубство частіше дорослих, чоловіки втричі частіше за жінок (хоча жінки здійснюють в 4 рази більше спроб самогубства).
У безробітних, а також у некваліфікованих працівників, схильність до самогубства підвищена. Лікарі, особливо жінки, також схильні до підвищеного ризику: метааналіз 25 джерел показав, що жінки-лікарі здійснюють в 2,3 раза більше самогубств, ніж в середньому серед населення, а чоловіки — в 1,4 раза.
Ті, хто ніколи не перебував у шлюбі, частіше за все здійснюють самогубства. Далі, в порядку зниження ризику йдуть овдовілі, розведені, і одружені, але не мають дітей. Проживання в самоті також збільшує ризик. Підвищують ризик самогубства і негаразди в сім'ї.
Погане поводження та інші види негативного досвіду в дитинстві збільшують схильність до суїциду в дорослому віці, щонайменше через такі проміжні фактори, тісно пов'язані з негативними переживаннями в дитинстві, як зловживання алкоголем та наркотиками, а також схильність до депресії.

#### Медичні
Захворювання, особливо ті, котрі супроводжуються хронічними болями, хронічні захворювання взагалі, а також нещодавно перенесені хірургічні втручання підвищують ризик самогубства. Слід зазначити, що ВІЛ-інфекція, як така, не збільшує ризику.
Наявність близьких родичів, які вчинили суїцид, збільшує ризик у шість разів. Спадковий фактор суїциду становить від 30 до 50 %, але не з'ясовано, що є основною причиною цього — генетичні причини (включаючи успадкування психічних захворювань) або сам факт самогубства близьких родичів.

#### Психічні захворювання
Депресія збільшує імовірність самогубства в 20 разів у порівнянні з середньостатистичною імовірністю для загальної групи.
Близько 60 % самогубців страждали на це захворювання, при якому ймовірність здійснення самогубства становить 8 %.
коморбідні розлади збільшують цей ризик, так при супутньому панічному розладі ця ймовірність підвищується до 25 %, а при ПТСР — до 38 %. Взагалі, при поєднанні декількох психічних захворювань ризик самогубства вищий, ніж при неускладненій депресії або тривожному розладі. Найнебезпечнішими захворюваннями з точки зору суїцидального ризику є депресії, біполярні розлади, алкоголізм, наркоманія, шизофренія, особистісні розлади, тривожні (включаючи панічний) і особистісні розлади, ПТСР та делірій
Від 20 до 25 % самогубств відбуваються в стані алкогольного або наркотичного сп'яніння.
Імпульсивність збільшує ймовірність реалізації суїцидальних думок, при цьому поєднання імпульсивності, алкоголізму (або наркотичної залежності) і відчаю особливо небезпечні. Така комбінація найбільш часто зустрічається у підлітків.

### Підліткові самогубства
Причиною підліткових самогубств найчастіше є бідність, відносини в родині і з однолітками, алкоголь і наркотики, неприємності з навчанням, нерозділене кохання, пережите в дитинстві насилля, соціальна ізоляція, невиліковні хвороби.
Цією проблемою займалися такі чеські дослідники, як І. Лангмайєр і З. Матейчик. Вони досліджували проблему депривації — безвихідь, непотрібність, втраченої, як загального визначення для емоційної поведінки. Англійський психолог Дональд Хебб, в свою чергу, розглядав ту ж саму проблему у світлі біологічно недостатнього середовища.
Підвищений ризик самогубства мають гомосексуальні підлітки, які здійснюють спроби суїциду в чотири рази частіше.

### Захисні фактори
Міцні сімейні та соціальні зв'язки знижують імовірність суїциду. Наявність дітей, особливо для жінок, а також вагітність є сильними факторами зниження ризику. Релігійні переконання і, особливо, участь у релігійній діяльності пов'язані із зменшенням імовірності самогубства. Релігія не може вплинути на думку підлітка так, як це зробить навколишнє оточення. Навіть найрелігійніший підліток буде вимушений піти з життя під дією зовнішніх втручань оточуючих на його ще не сформовану психіку. Певне місце посідає і самогубство через гомофобію оточуючих, через не можливість розповісти про свої вподобання, страх втрати батьківської любові та поваги.

### Профілактичні заходи
Рання ідентифікація та відповідне лікування розладів психіки — важлива частина стратегії профілактики.
Попри те, що антидепресанти при неправильному застосуванні можуть спровокувати самогубство, це не є приводом відмовлятися від їхнього застосування. За 1998–2003 роки кількість антидепресантів, що призначаються в США зросла на 91 %, що супроводжувалося зниженням кількості самогубств на 33 %. В Нідерландах спостерігалася схожа картина (120 і 31 % відповідно).
Попередження про можливий зв'язок використання антидепресантів з самогубствами були опубліковані FDA і деякими європейськими регуляторами в 2003 році. Це привело до зниження призначень антидепресантів групи СІЗЗС дітям і підліткам на 22 %, що супроводжувалося збільшенням числа самогубств в цій групі на 14 % в США і на 49 % в Нідерландах (протягом 2003—2005 років).
Слід зазначити, що при наявності почуття безнадійності особливо корисні бувають немедикаментозні методи — біхевіоральна та когнітивна психотерапія.
Крім того, ефективними, як і раніше вважаються телефони довіри та центри з надання психологічної допомоги, що знаходяться в тому числі в навчальних закладах.

## Попередження та запобігання
Рішення проблеми зниження самогубств серед людей з психічними розладами і серед населення в цілому вимагає дій з боку систем охорони здоров'я, професійних психіатрів і державних чиновників. Дата 10 Вересня — визнана ВООЗ як всесвітній день запобігання самогубствам..
Служби охорони здоров'я повинні прагнути до своєчасного діагностування психічних розладів. З боку систем охорони здоров'я повинна приділятися підвищена увага проблемі боротьби з негативним відношенням і дискримінацією, що дуже часто супроводжують психічні розлади і самогубства, для того, щоб люди, які потребують допомоги, змогли її одержати на ранньому етапі психічного розладу. Психіатри повинні підвищити якість надання спеціалізованої психіатричної допомоги та попередження виникнення психічних розладів для забезпечення психічного добробуту населення, що буде сприяти підвищенню якості життя населення України. Також потрібно, щоб послуги психіатрів були доступними для усього населення, не залежно від соціального статусу. Нерозпізнані вчасно психічні розлади можуть виявитися смертельними, і до них варто ставитися як до проблеми, що мають першорядне значення.
Повністю запобігти суїциду не можна. Зниженню рівня самогубств можуть сприяти статті в засобах масової інформації про те, як і чому було скоєне самогубства, наслідки такого кроку у всій його страшній реальності.

## Способи самогубства
Самогубство може досягатися різними методами:
- Повішення[182]
- Удушення[182]
- Утоплення
- Хімічний вплив:
  - Отруєння. В залежності від препарату діє від декількох секунд (гостре) до декількох днів[183][184]
  - Сильний луг або кислота.[185] При вживанні роз'їдає внутрішні органи. Чинний від декількох хвилин до декількох годин. Надзвичайно болючий спосіб.[186]
- Радіологічний вплив:
  - Поглинання радіоактивних матеріалів[187]
- Стрибок і падіння з високих будівель, скель, мостів та інших підвищень, стрибок з літака без парашуту[188]
- Самогубство за допомогою вогнепальної зброї (самостріл). Як варіант — «російська рулетка»
- Самогубство методом підриву в безпосередній близькості від себе заряду вибухової речовини
- Самоспалення
- Самогубство методом доведення себе до фізичного виснаження (голодом або спрагою)
- Самогубство за допомогою холодної зброї:
  - Сепуку або харакірі — ритуальне самогубство в Японії
  - Падіння на меч (в Стародавньому Римі)
  - Розтин кровоносних судин (людина вмирає від втрати крові)
- Використання технічних засобів:
- Стрибок під потяг, під машину і т. д.
- Використання електрики
- Відключення хворим апаратури підтримки життя — пасивна евтаназія
- «Поліцейське самогубство» — напад на співробітника правоохоронних органів, охоронця, вартового з метою спровокувати його на застосування зброї (з формальної точки зору є вбивством, так як самогубця позбавляє життя інша людина)
- Здавлювання сонної артерії

Іноді зустрічається комбінування декількох способів з метою підвищення ймовірності настання бажаного результату.
На вибір одного з способів скоєння суїциду впливає психологічний стан людини. Для деяких на вибір може впливати просто найбільша доступність.

## Правова сторона
У багатьох державах доведення до самогубства карається законом.
В українському законодавстві це питання розглядається в ст. 120 Кримінального кодексу України: Стаття 120. Доведення до самогубства
1. Доведення особи до самогубства або до замаху на самогубство, що є наслідком жорстокого з нею поводження, шантажу, примусу до протиправних дій або систематичного приниження її людської гідності, — карається обмеженням волі на строк до трьох років або позбавленням волі на той самий строк.
2. Те саме діяння, вчинене щодо особи, яка перебувала в матеріальній або іншій залежності від винуватого, або щодо двох або більше осіб, — карається обмеженням волі на строк до п'яти років або позбавленням волі на той самий строк.
3. Діяння, передбачене частинами першою або другою цієї статті, якщо воно було вчинене щодо неповнолітнього, — карається позбавленням волі на строк від семи до десяти років.
На законодавчому рівні в жодній країні світу не закріплене право людини на позбавлення себе життя, щоправда декілька таких випадків мали місце в історії.

### Масові самогубства
- Близько 1000 євреїв на горі Масада в I столітті н. е. надали перевагу самогубству над римським рабством[190].
- Самоспалення старовірів в XVII—XVIII століттях.
- Масове харакірі японців (число, тих хто покінчив з життям у різних джерелах варіюється від 35000[191] до 200000[192]) після підписання капітуляції в 1945 році.
- Інтернет-клуби самогубців з'явилися ще наприкінці 90-х років і одержали поширення практично по всьому світу. Японія стала лідером серед країн групового суїциду через Інтернет.
- Секта «Храм народів» (912 осіб) в «Джонстауні» (Гаяна) в 1978 році[193].
- Секта «Гілка Давидова» (самоспалення 87 осіб) в 1993 році.
- Секта «Heaven's Gate» (39 членів культу взяли фенобарбітал, надівши собі на голову після цього пластикові пакети, в результаті чого задихнулися уві сні) в 1997 році.

### Відомі самогубці
Лікург, Анаксагор, Антисфен, Емпедокл, Демосфен, Діоген Синопський, Ганнібал, Марк Антоній, Клеопатра, Лукрецій, Сенека Луцій Анней, Нерон, Петроній Арбітр, Олександр Радищев, Генріх фон Клейст, Адольф Нуррі, Ян Непомуцен Потоцький, Жерар де Нерваль, Чарльз Зойнер, Олексій Толстой, Мануель Акунья, Гаршин Всеволод, Вінсент ван Гог, Людвіг Больцман, Дмітріє Ангел, Луї Буссенар, Божидар, Георг Тракль, Джек Лондон, Костас Каріотакіс, Арісіма Такео, Сергій Єсенін, Макс Ліндер, Володимир Маяковський, Аллілуєва Надія, Акутаґава Рюносуке, Джузеппе Галіньяні, Оскар Недбал, Микола Хвильовий, Марина Цвєтаєва, Курт Тухольський, Леопольдо Лугонес, Роберт Говард, Аттіла Йожеф, Зигмунд Фрейд, Станіслав Ігнатій Віткевич, Вальтер Беньямін, Вальтер Газенклевер, Менно тер Браак, Вірджинія Вулф, Стефан Цвейг, Сімона Вейль, Ервін Роммель, Адольф Гітлер, Генріх Гіммлер, Йозеф Геббельс, Герман Герінг, Йоганнес Барбарус, Клаус Манн, Тадеуш Боровський, Чезаре Павезе, Філіп Ван Зандт, Луїс Адаміч, Ернест Хемінгуей, Ян Лєхонь, Сильвія Плат, Артюр Адамов, Пауль Целан, Юкіо Місіма, Ясунарі Кавабата, Микола Кузьменко, Ромен Гарі, Близнець Віктор, Райнер Фасбіндер, Дері Тібор, Григір Тютюнник, Гаррі Мартінсон, Річард Бротіґан, Прімо Леві, Даліда, Жаннін Деккерс, Артур Кестлер, Шандор Мараї, Цзян Цин, Дед, Адріан Віннема, Курт Кобейн, Джон ОБрайян, Жиль Делез, Джек Ненс, Роз Вільямс, Турбіна Ніка, Карлос Роберто Рейна, Богуміл Грабал, Александр Маккуін, Марк Лінкус, Меделіна Маноле, Пєр Кінон, Анджей Леппер, Емі Вайнгауз, Боб Уелч, Тоні Скотт, Честер Беннінгтон, Кім Джонхьон, Соллі, Гу Хара

## Самогубство в релігіях

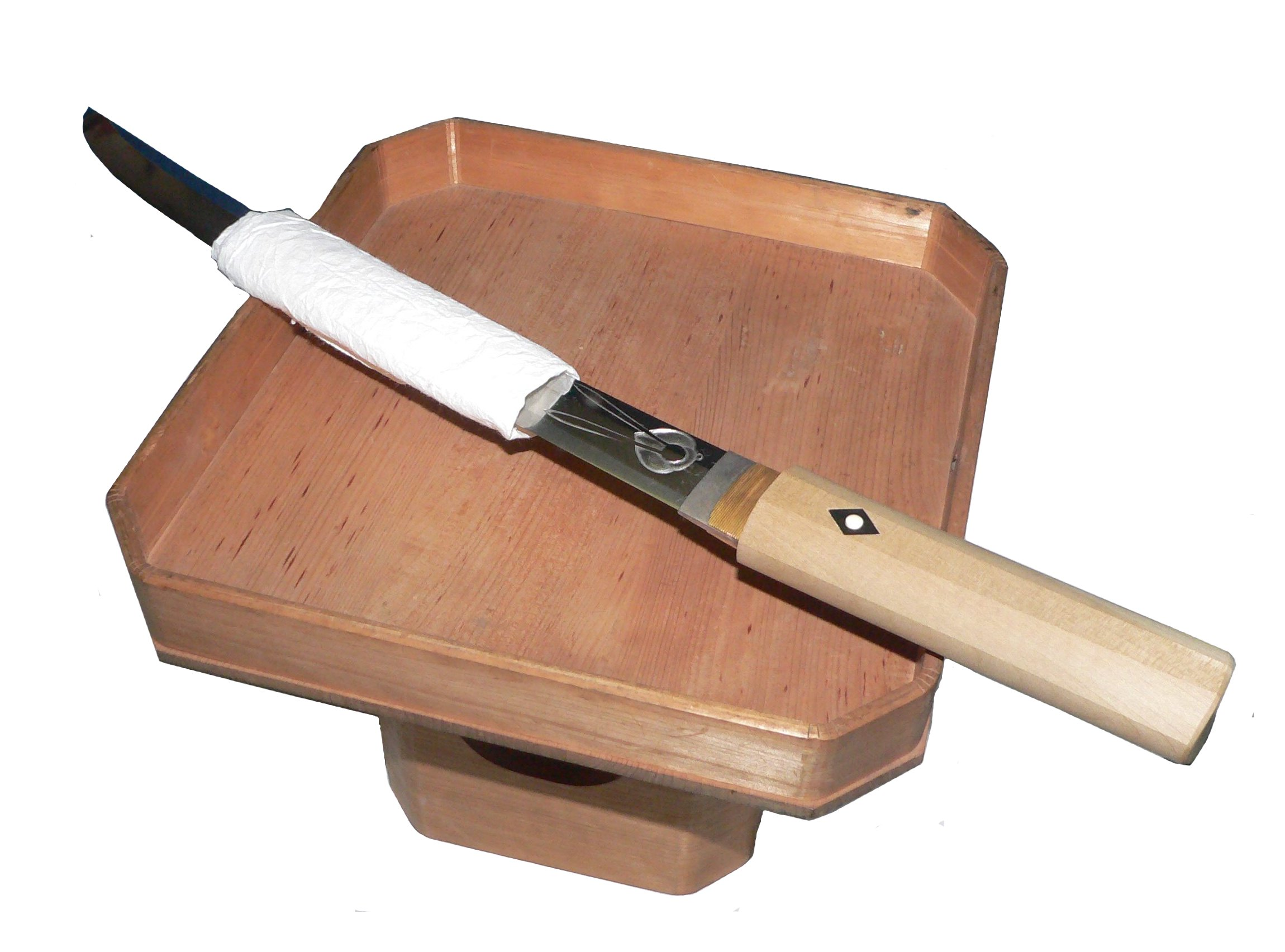
Меч танто, приготований для сепуку

У християнстві самогубство вважається гріхом. В ісламі суїцид також засуджується, але вважається, що мученики, які померли у ході джихаду, одразу потрапляють до Раю. Цим користуються численні шахіди — терористи-смертники, які таким чином не вважають себе грішниками. Так само в ісламі перевага віддається смерті перед нестерпним стражданням чи безчестю мусульманина. В індуїзмі та буддизмі самогубство вважалося безглуздим, оскільки згідно з концепцією реінкарнації, у наступному житті самогубець повернувся б у ту ж саму ситуацію. Водночас самогубство, яке виконувалося як жертвоприношення богам або людиною похилого віку, яка залишила нащадка, схвалювалося.
У культурі багатьох народів світу самогубство не лише не засуджувалося, але й вважалося почесним чи навіть обов'язковим у деяких випадках. Наприклад, у японських самураїв практикувалося ритуальне самогубство сепуку. В Індії довгий час існувала традиція саті — самоспалення вдови після смерті чоловіка. Під час Другої світової війни набули поширення японські пілоти-смертники — камікадзе.